# Vendin-le-Vieil
Vendin-le-Vieil é uma comuna francesa na região administrativa de Altos da França, no departamento de Pas-de-Calais. Estende-se por uma área de 10,67 km². Em 2010 a comuna tinha 8 587 habitantes (densidade: 804,8 hab./km²).